# Les Joyeuses Commères de Windsor (film, 1965)
Pour les articles homonymes, voir Les Joyeuses Commères de Windsor (homonymie).
Pour plus de détails, voir Fiche technique et Distribution.
Les Joyeuses Commères de Windsor (titre original : Die lustigen Weiber von Windsor) est un film autrichien réalisé par Georg Tressler, sorti en 1965.
Il s'agit de l'adaptation de l'opérette d'Otto Nicolai inspirée de la comédie de William Shakespeare.

## Synopsis
Sir John Falstaff est un fieffé filou. Schürzenjäger et Trunkenbold ont envoyé une lettre d'amour identique à deux femmes. L'une d'elles, Mistress Ford, décide, avec Mme Reich, de donner une leçon. Mistress Ford invite Falstaff à un rendez-vous à sa maison, tandis que l'autre envoie une lettre à M. Ford pour lui apprendre le rendez-vous de Falstaff avec sa femme.
Ce qui devait arriver arrive : M. Ford et Mme Reich apparaissent juste à un moment défavorable pour Falstaff et assurent par leurs actions une confusion étonnante. Les intentions justes de Falstaff sont contrariées et mettent le vaurien dans une extrême détresse. À la fin, Falstaff, humilié, est guéri de son inclination à des escapades constantes et amoureuses, et par le fait que la fille de Mme Reich, Ann, ait trouvé son grand amour chez Fenton, un pauvre.

## Fiche technique
- Titre : Les Joyeuses Commères de Windsor
- Titre original : Die lustigen Weiber von Windsor
- Réalisation : Georg Tressler
- Scénario : Georg Tressler
- Musique : Otto Nicolai
- Direction artistique : Gerd Krauss
- Costumes : Helga Pinnow-Stadelmann
- Photographie : Hannes Staudinger
- Montage : Paula Dvorak
- Production : Norman Foster
- Société de production : Norman-Foster-Produktion
- Pays d'origine :  Autriche
- Langue : allemand, anglais
- Format : Couleur - 1,66:1 - Mono - 35 mm
- Genre : Musical
- Durée : 97 minutes
- Dates de sortie :
  -  Autriche : 6 mars 1965.
  -  Allemagne : 15 mars 1968.
  -  France : 18 décembre 1968[1].

## Distribution
- Norman Foster : Sir John Falstaff
- Colette Boky : Mistress Ford
- Igor Gorin : Mr. Ford
- Mildred Miller (en) : Maîtresse Page
- Lucia Popp : Maîtresse Ann
- Edmond Hurshell : Herr Reich
- Ernst Schütz : Fenton
- Marshall Raynor : Spärlich
- John Gittins : Dr. Cajus
- Rosella Hightower : La ballerine

## Source de la traduction
- (de) Cet article est partiellement ou en totalité issu de l’article de Wikipédia en allemand intitulé « Die lustigen Weiber von Windsor (Film) » (voir la liste des auteurs).